# María Rosa Castillo Varó
María Rosa Castillo Varó (* 12. Dezember 1974 in Barbate) ist eine ehemalige spanische Fußballspielerin.

## Karriere

### Vereine
Rosa Castillo spielte zuletzt im Seniorinnenbereich von 1993 bis 1998 für den in Sevilla ansässigen CD Hispalis, bevor sie zum UD Levante wechselte und in der División de Honor, der seinerzeit höchsten Spielklasse im spanischen Frauenfußball, Punktspiele bestritt. Dem Verein gehörte sie bis zum Saisonende 2008/09 an und spielte immer in der höchsten Spielklasse, die ab der Saison 2001/02 den Namen Superliga und ab der Saison 2011/12 Primera División trug. Während ihrer elf Jahre währenden Vereinszugehörigkeit gewann sie dreimal die Meisterschaft und sechsmal den nationalen Vereinspokal. Zudem kam sie auch auf internationaler Vereinsebene in drei Spielen der Gruppe 4 der 2. Runde des Wettbewerbs um den UEFA Women’s Cup am 10., 12. und 14. Oktober 2008 bei der 0:1-Niederlage gegen Brøndby IF und der 0:5-Niederlage beim späteren Sieger FCR 2001 Duisburg zum Einsatz. In ihrem dritten Gruppenspiel gegen den ukrainischen WFC Naftokhimik erzielte sie beim 4:1-Sieg mit dem Treffer zum 3:1 in der 66. Minute ihr einziges Tor.

### Nationalmannschaft
Rosa Castillo kam für die A-Nationalmannschaft in Länderspielen zum Einsatz, von denen sie vier während der vom 29. Juni bis zum 12. Juli 1997 in Norwegen und Schweden ausgetragenen Europameisterschaft bestritt. Sie wurde in allen drei Spielen der Gruppe A sowie im mit 1:2 verlorenen Halbfinale gegen die Nationalmannschaft Italiens eingesetzt.

## Erfolge
- Spanischer Meister 2001, 2002, 2008
- Spanischer Pokalsieger 2000, 2001, 2002, 2004, 2005, 2007